# Dominique de La Rochefoucauld-Montbel
Dominique de La Rochefoucauld-Montbel, né le 6 juillet 1950 à Neuilly-sur-Seine, est un administrateur de sociétés, diplomate humanitaire et officier de l'ordre national de la Légion d'honneur. Membre de l'Ordre de Malte, il fut Grand Hospitalier et président de l'Association française de l’Ordre souverain militaire et hospitalier de Saint-Jean de Jérusalem.

## Famille
Membre de la famille de La Rochefoucauld, il est le fils de Charles Emmanuel de La Rochefoucauld-Montbel (1914-2000) et de Joanna Forbes. Marié en 1984 à Pascale Marie Subtil, ils ont trois enfants.
En 2000, au décès de son père, il succède au titre de comte de La Rochefoucauld (titre français) et à celui de prince de La Rochefoucauld (titre bavarois non reconnu en France accordé en 1909 à son arrière-grand-père Jules de La Rochefoucauld-Montbel (1857-1945).

## Éducation et carrière
Dominique de La Rochefoucauld-Montbel est passé par la Worth School pas loin de Crawley, en Angleterre (où il avait comme professeur Andrew Bertie (qui deviendra Grand Maître de l'Ordre de Malte)), mais aussi par le Collège Champittet près de Lausanne et l'Institut Florimont près de Genève Il a étudié l'économie à l'Institut supérieur du commerce de Paris.
De 1975 à 2004. Il a fait carrière dans la finance, travaillant principalement sur le marché de l'or et dans les opérations de change. Depuis 2003, il dirige un service de conseil immobilier et une société de gestion de patrimoine immobilier.
Il est président de la SMLH Paris 17e (Société des membres de la Légion d'honneur) et administrateur de la Société des Amis du Musée de la Légion d'honneur. Il est également chancelier de l’« Académie des Psychologues du Goût » et président de la Fondation pour l'évangélisation à travers les médias (FEM) créée en 2008, actionnaire d'Aleteia.
Le 25 Février 2025, il a fait partie de la visite au sanctuaire de Pellevoisin de Monseigneur Celestino Migliore, nonce apostolique en France, suite au nihil obstat en Septembre 2024 reconnaissant les fruits des apparitions de sainte Marie à Estelle Faguette.

## Ordre de Malte
En 1992, il est reçu dans l'Ordre de Malte. En 2008, il fait sa promesse et devient Chevalier en Obédience. Il est maintenant Bailli Chevalier Grand-Croix d'Honneur et de Dévotion en Obédience.
Il a exercé plusieurs fonctions au sein de l'Association française de l'Ordre de Malte : Administrateur depuis 1994, Vice-Président (1996-2000), Président (2000-2014), Vice-Président (2014-2023),,
Il est vice-président de la Fondation française de l'Ordre de Malte depuis 2008 et représentant officiel de l'Ordre de Malte auprès de l'Hôpital de la Sainte Famille à Bethléem de 2009 à 2014. En 2010, il devient membre du Conseil Hospitalier International de l’Ordre Souverain de Malte à Rome.
En 2012, au nom de l'Ordre de Malte, il a décoré les deux navires de la marine nationale: le Chevalier Paul et le Forbin.
Lors du Chapitre général de l'Ordre de Malte tenu le 30 et 31 mai 2014 à Rome, il a été élu Grand Hospitalier. Il a été réélu lors du Chapitre général tenu les 1er et 2 mai 2019. À ce titre, il était responsable des affaires humanitaires et de la coopération internationale de l'Ordre de Malte dans le monde entier. Il était directeur du Global Fund For Forgotten People.
Il est aujourd'hui vice-président de la Fondation de l'Ordre de Malte et président de son académie historique.

## Honneurs et décorations
- France : Officier de l’ordre national de la Légion d'honneur (31 décembre 2014)[10], Chevalier (12 novembre 2014)[10]
- France : Chevalier de l’ordre national du Mérite (2 Mai 2002)[11]
- Vatican : Grand Croix de l’Ordre de Saint Grégoire Le Grand (30 Janvier 2024)[12]
- SMOM : Bailli chevalier Grand Croix d’Honneur et de Dévotion de l’Ordre Souverain de Malte[6]
- SMOM : Grand Croix pro Merito Melitensi[6]
- Italie : Grand Croix de l’Ordre du Mérite de la République Italienne (9 Septembre 2020)[13]
- Spain : Grand Croix de l’Ordre d’Isabelle La Catholique (29 Décembre 2015)[14]
- Cameroun : Grand Croix de l’Ordre de la Valeur
- Pologne : Commandeur de l’Ordre du Mérite de la République de Pologne (9 Avril 2024)[15]
- Arménie : Grand Officier de l’Ordre de l’Honneur
- Maroc : Grand Officier de l’Ordre du Ouissam alaouite
- Roumanie : Grand Officier de l’Ordre de l’Etoile de Roumanie
- Vatican : Grand Croix du Mérite de l’Ordre du Saint Sépulcre
- Maison de Bourbon-Deux Siciles : Bailli Grand Croix de l’ordre sacré et militaire du Constantinien de Saint-Georges[16]